# Isla Stevenson
La Isla Stevenson (en inglés: Stevenson  Island) es una pequeña isla deshabitada en el lago Yellowstone, condado de Teton, Wyoming, en Estados Unidos.  Originalmente fue llamada Isla de Stevenson en honor del coronel James D. Stevenson,  y es ahora a veces llamado Isla Stevenson. La isla es larga y estrecha, colocada en una orientación general norte-sur. En su parte más amplia, tiene unos 250 metros (820 pies), y mide unos 1.800 metros (1,1 millas) de largo. Se encuentra a alrededor de 2,5 kilómetros (1,6 millas) de la costa oeste del lago de Yellowstone, donde el arroyo Weasel entra en el lago.